# هیروفومی اوزاوا

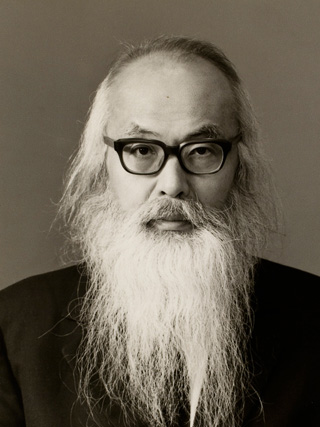
هیروفومی

هیروفومی اوزاوا (به ژاپنی: 宇 沢 弘文)،(زاده ۲۱ ژوئیه ۱۹۲۸ – درگذشته ۱۸ سپتامبر ۲۰۱۴)اقتصاددان ژاپنی، استاد ممتاز دانشگاه توکیو، و عضو آکادمی ژاپن است.
اوزاوا در یوناگو متولد شد. او در دانشگاه توکیو در ریاضیات متخصص شد، و در ادامه برای گرفتن دکتری ریاضیات به دانشکده تحصیلات تکمیلی رفت. در سال ۱۹۵۶برای تحصیل در رشته اقتصاد با بورس تحصیلی فولبرایت به دانشگاه استنفورد رفت و در آنجا ابتدا دستیار، سپس استادیار و سپس دانشیار شد. او پس از آن استاد دستیار در دانشگاه کالیفرنیا، برکلی و استاد در دانشگاه شیکاگو بود، بعدها در سال ۱۹۶۹ سمت استاد دپارتمان اقتصاد در دانشگاه توکیو رسید همچنین در دانشگاه نیگاتا، دانشگاه چوئو و دانشگاه سازمان ملل متحد تدریس کرد.
اوزاوا عضو ارشد اجتماعی، مرکز تحقیقات دانشگاه دوشیشا بود. او از از سال ۱۹۷۶ تا ۱۹۷۷رئیس جامعه اقتصاددانان بود. در سال ۱۹۸۹عضو آکادمی ژاپن شد. در سال ۱۹۸۳ نام او در لیست شایستگان فرهنگ ژاپن قرار گرفت؛ و در سال ۱۹۹۷. برنده جایزه اوردر او کالچر ژاپن شد.
اوزاوا رشته اقتصاد ریاضی را در روزهای پس از جنگ آغاز و تئوری رشد اقتصاد نئوکلاسیک فرموله کرد. این مسئله در مدل اوزاوا و شرایط اوزاوا، در میان دیگران منعکس شده است.
جوزف استیگلیتز در سالهای ۱۹۶۵–۱۹۶۶ تحت نظراوزاوا در شیکاگو پژوهش کرد.

## مطالعات بیشتر
- Ikeo, Aiko (2014). A History of Economic Science in Japan: The Internationalization of Economics in the Twentieth Century. Routledge. ISBN 978-1-317-74753-6.